# Cyphostemma lelyi
Cyphostemma lelyi là một loài thực vật hai lá mầm trong họ Nho. Loài này được (Hutch.) Desc. miêu tả khoa học đầu tiên năm 1967.